# Sourou (rivier)
De Sourou is een ongeveer 120 km lange rivier in West-Afrika die in Mali ontspringt en in het noordwesten van Burkina Faso, ongeveer 30 km ten noorden van Dédougou uitmondt in de Zwarte Volta. 